# Libere (film)
Libere è un film documentario del 2017 diretto da Rossella Schillaci.
Pellicola che nasce da un progetto di Paola Olivetti sul ruolo delle donne durante la Resistenza italiana, intrecciando il recupero delle testimonianze d'archivio di donne partigiane con immagini e filmati d'epoca, attingendo soprattutto ai materiali documentari raccolti nel corso degli anni dall'Archivio nazionale cinematografico della Resistenza.

## Trama
Il film si apre con la registrazione del breve discorso tenuto da Ada Gobetti, unica donna partigiana ad intervenire al convegno del Comitato di Liberazione Nazionale, chiedendo che si facesse luce su quello che era stato il movimento femminile durante la Resistenza. Il convegno si tenne nell'ottobre del 1965 a Torino.
voluto che in questo studio storico del CLN si parlasse un momentino dei Gruppi di
Difesa della Donna. E debbo confessare che quando sono venuta qui a parlare, ero
seccata, perché dico: ma, proprio io devo venire a parlare delle donne? Tutti gli
uomini che hanno parlato prima, forse pensano che parlare delle donne non sia
virile? Allora, vorrei, io vorrei, che qualche giovane studente, senza distinzione di
sesso, non facciamo discriminazioni, volesse fare oggetto di studio quello che è stato
il movimento femminile durante la Resistenza, dall'8 settembre al 25 aprile, per
arrivare poi a vedere quella che è stata l'azione delle donne uscite dai Gruppi di
Difesa e dai CLN, nelle varie Amministrazioni o nelle posizioni di Governo o di
Amministrazione che hanno avuto poi allora.»
(Ada Gobetti, Convegno di Liberazione Nazionale, 1965, Torino
)
La regista Rossella Schillaci raccoglie l’invito, realizzando un documentario che approfondisce il ruolo delle donne partigiane e mette in evidenza come, nell'ambito della Resistenza, la consapevolezza dei propri diritti da parte delle donne si rafforzò.
Mosse da un desiderio di libertà e cambiamento, molte di queste donne ricordano il periodo come il più bello della loro vita, nonostante la giovane età, i rischi e la paura di un futuro incerto. La lotta per la libertà ha aperto per molte delle partigiane la strada verso l'emancipazione, verso la parità nel lavoro e nella famiglia.
Furono molteplici i ruoli di cui si occuparono le donne: combattenti, comandanti e ruoli subalterni. Il principale era quello di ufficiale di collocamento, non erano solo semplici staffette. Il loro compito era quello di trasferire da una base a un'altra documenti, armi e viveri.»
(Giuliana Gadola Beltrami )
Nel dopoguerra molte speranze furono deluse e non si tradussero in azioni concrete; le voci delle testimoni raccontano la delusione e un ritorno alla dimensione privata, spesso costrette a lasciare il lavoro.Rimane inatteso in molti punti il "Programma dei Gruppi di difesa della donna e per l’assistenza ai combattenti della Libertà", il documento programmatico che aveva ispirato le partigiane. Nell’ultimo punto del documento, riportato integralmente nel film, si legge: "le donne di ogni fede religiosa, tendenza politica, donne senza partito chiedono la possibilità di accedere a qualsiasi impiego. Unico criterio: il merito".
Importante fu tuttavia nel 1946 la conquista del diritto al voto, una prima tappa nel raggiungimento dei fondamentali diritti di parità e uguaglianza, ancora oggi oggetto di battaglia.

## Produzione
Il film è stato costruito attraverso un montaggio che alterna le registrazioni sonore delle testimoni, estrapolate dalle interviste filmate a partire dalla fine degli anni '80, a immagini di diverse tipologie di fonti visive (documenti, fogliettini scritti in fretta a matita, foto, volantini, relazioni, veline, tessere) a sequenze di film amatoriali, documentari e cinegiornali.
Tra tutte le testimonianze raccolte sono state selezionate quelle di alcune partigiane: Lia Corinaldi, Giuliana Gadola Beltrami, Bianca Guidetti Serra, Alda Frascarolo, Bianco, Lucia, Boetto Testori, Anna Cherchi Ferrari, Joyce Lussu, Marisa Sacco, Maria Airaudo, Carmen Nanotti, Carla Dappiano, Marisa Rodano.
Il racconto storico si alterna con scene ambientate ai giorni nostri in cui vengono mostrati gli spazi dell’Archivio Nazionale Cinematografico della Resistenza e il patrimonio che conserva.
La scelta della regista è stata quella di non inserire il volto delle donne intervistate per rendere al meglio l’idea di lotta combattuta da giovani. Questa strategia narrativa favorisce il processo di identificazione  con le protagoniste della vicenda.
Nel finale è inserita l’unica canzone di tutto il film: Oltre il ponte, canzone scritta da Italo Calvino nel 1958 e musicata nel 1959 da Sergio Liberovici che qui è interpretata da Milva.

### Archivi
Le fonti visive provengono, oltre che per la maggior parte dall'Archivio nazionale cinematografico della Resistenza, dai seguenti archivi, in ordine alfabetico:
- Archivio Giancarlo Bocchi
- Archivio Famiglia Beltrami
- Archivio nazionale cinema d'impresa
- Fondazione archivio audiovisivo del movimento operaio e democratico
- Fondazione Gramsci
- Istituto Luce Cinecittà
- Istituto piemontese per la storia della Resistenza e della società contemporanea "Giorgio Agosti"
- Istituto storico della Resistenza in Provincia di Biella e Vercelli
- Istituto storico della Resistenza in Provincia di Novara
- Unione donne italiane